# Cholestane
Le cholestane est un hydrocarbure saturé (alcane) à noyau stéroïdien. Il correspond à un triterpène tétracyclique de 27 atomes de carbone.